# Kresteanivka (Kresteanivka), Pervomaiske
Kresteanivka (în ucraineană Крестянівка) este localitatea de reședință a comunei Kresteanivka din raionul Pervomaiske, Republica Autonomă Crimeea, Ucraina.

## Demografie
Componența lingvistică a localității Kresteanivka
     Rusă (39,19%)
     Ucraineană (30,75%)
     Tătară crimeeană (26,74%)
     Alte limbi (0,61%)
Conform recensământului din 2001, nu exista o limbă vorbită de majoritatea populației, aceasta fiind compusă din vorbitori de rusă (39,19%), ucraineană (30,75%) și tătară crimeeană (26,74%).